# Tropidorhinella
Tropidorhinella är ett släkte av insekter. Tropidorhinella ingår i familjen spottstritar.
Kladogram enligt Catalogue of Life:
| Tropidorhinella | \| \| Tropidorhinella inflata \| \| \| \| \| \| Tropidorhinella montana \| \| \| \| |
|                 | \| \| Tropidorhinella inflata \| \| \| \| \| \| Tropidorhinella montana \| \| \| \| |
|                 | Tropidorhinella inflata                                                             |
|                 |                                                                                     |
|                 | Tropidorhinella montana                                                             |
|                 |                                                                                     |